# En sang for Martin
En Sang for Martin (originaltitel: En Sång för Martin) er en svensk film fra 2001, instrueret af Bille August efter den selvbiografiske roman Bogen om E af Ulla Isaksson.

## Handling
Martin Fischer er succesfuld komponist. Under en prøve på en forestående koncert tager han kontakt til førsteviolinisten Barbara Hartman. Hun følger ham hjem til hans hotel. Han bor nemlig ikke i byen, men øver der bare til den store koncert de skal holde. Han spørger om han må gå med hende ud og købe ind, men hun afslår. De holder koncert, og Barbara og Martin flirter meget med hinanden, selvom de begge er gift og har voksne børn. Efter koncerten mødes de ude bagved. Hun ”får det dårligt”, og han siger, at han vil følge hende hjem. De stopper da ved hans hotel og går indenfor. De kysser og Barbara siger hun elsker ham. Noget senere tager hun sine to voksne børn med på café, hvor hun fortæller, at hun vil skilles fra børnenes far. Phillip, sønnen bliver meget vred og forlader caféen i arrigskab, mens datteren Karin er mere overbærende. Filmen springer tydeligvis et stykke, for i næste scene er Barbara på bryllupsrejse med Martin. De er i Marokko, hvor de hygger sig meget. Efter at de er vendt hjem, og sidder og arbejder på en forestående koncert, kommer han til at kalde hende Alice. Man kan godt få den tanke at han har noget med en anden, men han hævder, at det bare er hans ekskone, som han ikke har kontakt til længere. En dag hvor han står og barberer sig glemmer han hvor han er. Han går ind til Barbara og siger, at han ikke kan huske soveværelset han står i, men at han godt kan huske hende. De går til lægen, og han siger, at det skyldes stress. Det er muligvis på grund af den koncert, han er ved at skrive.
Midt under opførelsen af denne koncert, som Martin dirigerer, får han pludselig hukommelsestab. Han forlader scenen, og koncerten bliver aflyst. Han tager igen til læge, hvor han får konstateret alzheimers. Lægen siger, at de skal prøve at leve, som de altid har gjort. De går på restaurant, men Martin kommer til at betale to gange, og det ødelægger den gode stemning, da han føler sig udmyget. Med tiden bliver det kun værre og værre. Han arbejder på en opera, som snart skal være færdig. Det er dog svært for ham, når han hele tiden skriver videre på de dele, som han allerede har lavet, og når han smider sine noder væk. Efter at have arbejdet en hel nat, påstår han, at han endelig er færdig. Han beder Barbara om at køre på posthuset for at sende partituret til hans manager, og da hun er kørt, kalder han igen på hende og siger, at de skal huske at sende partituret. På vej på posthuset åbner Barbara kuverten for at kigge det igennem, og hun opdager, at det hele er rodet, og flere af siderne er helt blanke. Det bliver mere og mere tydeligt, at Martin ikke husker så godt. Barbara bliver enig med manageren Biederman om at lade som om, at operaen bliver opført. Derefter tager Martin og Barbara igen på ferie til Marokko for at slappe af, men Martin er nu alt for ramt af sygdommen. En morgen er han væk, og hun løber rundt i byen. Hun finder ham siddende på en café uden bukser på. Senere er de ude og svømme. Lige pludselig glemmer han hvordan man svømmer. Barbara tager fat i ham, men han er for tung. Han trækker hende med ned under vandet, men de bliver reddet af nogle livreddere, før de drukner. Da de kommer hjem, tager de ind og ser Mozarts opera Tryllefløjten. Martin rejser sig pludselig op og begynder at synge med. Hun får ham ud derfra og bliver meget sur. Om natten står han pludselig op, men Barbara holder ham tilbage. Han siger ”du bestemmer ikke over mig!” hvorefter han går ned i stuen og smadrer hendes dyrebare violin. Hun slår ham mens hun græder.
Martin skal stort set bruge hjælp til alt nu. Han har fødselsdag, som fejres på en restaurant. Han skal på toilettet men går bare ind til nogle andre gæster og begynder at tisse i en plante. Scenen er tragikomisk, fordi det ser hyllende morsomt ud samtidig med at det er meget synd for ham. Da Barbara prøver på at få ham til at holde op, bliver han sur og slår ud efter hende, og de tilkalder lægen, som giver ham en sprøjte. Lægen siger, at han skal indlægges, hvilket er mod Barbaras vilje. En dag tager hun ham med hjem, men han vil tilbage på hospitalet. Til sidst ligger han bare stille i sengen og reagerer kun, da han hører, at Barbara åbner en æske chokolade. Filmen slutter med, at Martins koncert bliver opført med Barbara som førsteviolinist.

## Medvirkende
- Sven Wollter som Martin
- Viveka Seldahl som Barbara Hartman
- Reine Brynolfsson som Beiderman
- Lisa Werlinder som Elisabeth
- Peter Engman som Philip
- Jonas Falk som læge
- Anne-Li Norberg som kulturminister
- Asta August som Marianne
- Alba August som Mathilda
- Dag Malmberg som Henrik